# Молодёжнинское сельское поселение
Молодёжнинское се́льское поселе́ние — муниципальное образование в Приаргунском районе Забайкальского края Российской Федерации.
Административный центр — посёлок Молодёжный.
24 июля 2020 года упразднено в связи с преобразованием Приаргунского муниципального района в муниципальный округ.

## История
Статус и границы сельского поселения установлены Законом Читинской области от 19 мая 2004 года «Об установлении границ, наименований вновь образованных муниципальных образований и наделении их статусом сельского, городского поселения в Читинской области».

## Население
| 2010  | 2011  | 2012  | 2013  | 2014  | 2015  | 2016  |
| ----- | ----- | ----- | ----- | ----- | ----- | ----- |
| 1477  | ↘1473 | ↘1443 | ↘1415 | ↘1395 | ↗1403 | ↗1405 |
| 2017  | 2018  | 2019  | 2020  |       |       |       |
| ↘1374 | ↘1346 | ↘1299 | ↘1264 |       |       |       |

## Состав сельского поселения
| № | Населённый пункт | Тип населённого пункта          | Население |
| - | ---------------- | ------------------------------- | --------- |
| 1 | Кути             | село                            | ↗120      |
| 2 | Молодёжный       | посёлок, административный центр | ↘1103     |